# Pierrefitte-Nestalas
Pierrefitte-Nestalas is een gemeente in het Franse departement Hautes-Pyrénées (regio Occitanie). De plaats maakt deel uit van het arrondissement Argelès-Gazost. Pierrefitte-Nestalas telde op 1 januari 2022 1.101 inwoners.

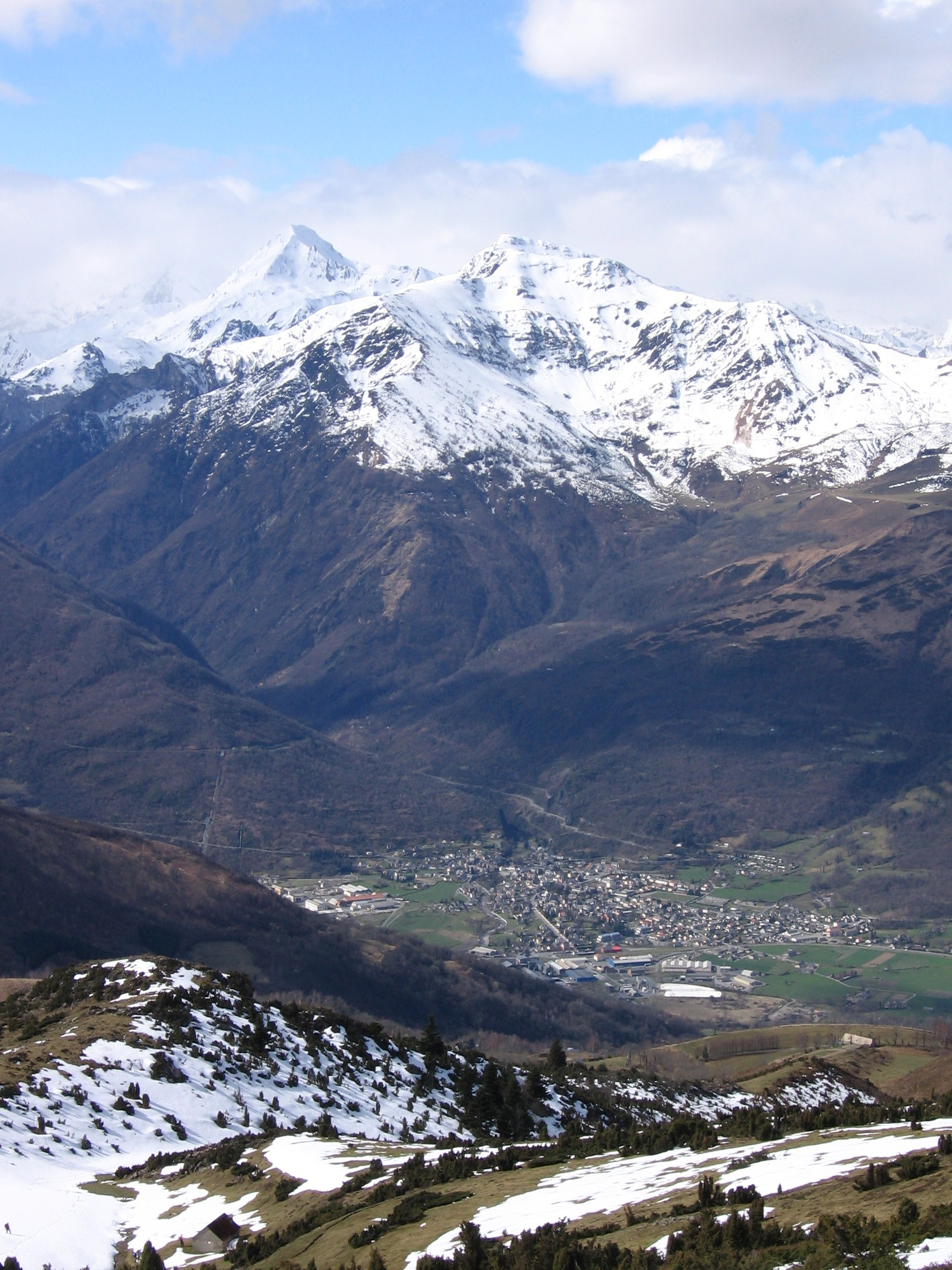
Pierrefitte, gezien vanaf Hautacam

## Geografie
De oppervlakte van Pierrefitte-Nestalas bedroeg op 1 januari 2022 1,76 vierkante kilometer; de bevolkingsdichtheid was toen 625,6 inwoners per km².

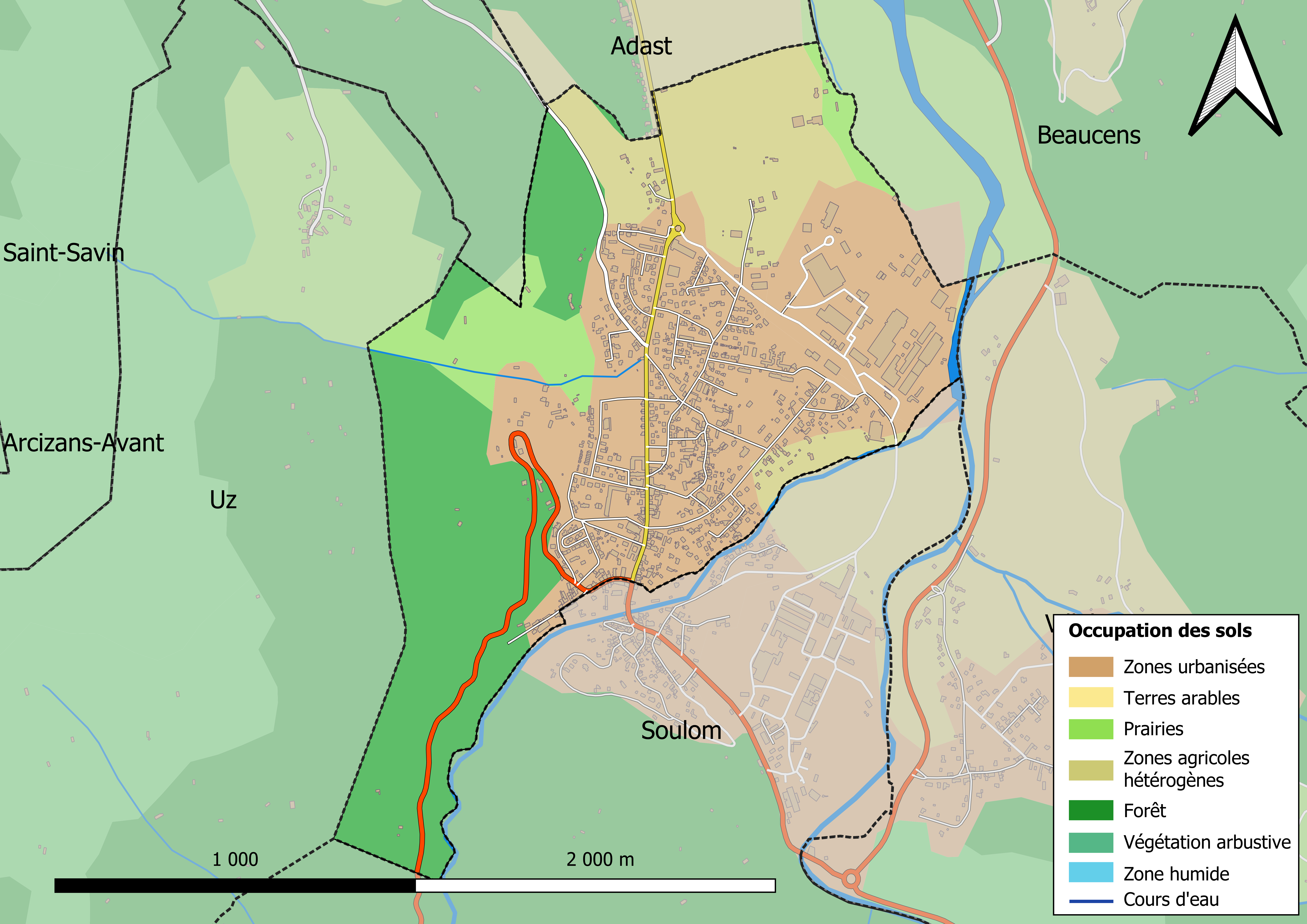
Kaart van de gemeente met belangrijkste infrastructuur, bodemgebruik en omliggende gemeenten

## Demografie
Onderstaande figuur toont het verloop van het inwonertal (bron: INSEE-tellingen).